# Zlomisao
Zlomisao (engl. thoughtcrime, novogovorno crimethink), ili slikovito misaoni delikt, označava koncept ilegalne misli koji je prvi upotrijebio engleski pisac George Orwell kao dio zapleta svog znamenitog romana Tisuću devetsto osamdeset četvrte. U njemu totalitarni vlastodršci fiktivne države Oceanije nastoje kontrolirati ne samo djela i riječi nego i misli svojih podanika što za cilj ima gušenje bilo kakva potencijala za pobunu. U tu je svrhu osnovana misaona policija, tijelo Ministarstva ljubavi zaduženo za suzbijanje svake "zločinačke" misli. Roman sugerira da su psihologija i tehnologija u Oceaniji toliko razvijeni, a podanici putem telekrana stalno i temeljito nadzirani da na temelju nesvjesnih gesta, pokreta i refleksa stručnjaci i operativci Ministarstva mogu predvidjeti da li neki pojedinac ima potencijala biti "državni neprijatelj" ili ne.
Kao i mnogi drugi koncepti tako je i zlomisao ušla u širu uporabu te se najčešće koristi kao pejorativni pojam kojim se označavaju ili ismijavaju negativne ili pretjerane reakcije na osobe koje iznose nekonformističke, antiestablišmentske ili nepopularne stavove.

## Više informacija
- verbalni delikt
- slobodna volja
- senzura

## Vanjske poveznice
- Cunningham & Cunningham, Inc. "Thought Crime".
- The Essayist, "Hate Crime Premise" 24.srpnja 1998.
- Evenson, Brad, "Looking for thoughtcrime to crimestop". National Post, 8. veljače 2003.
- Peabody, Michael "Thought & Crime," Liberty Magazine, ožujak/travanj 2008.
- Reuters, "Thoughtcrime a Reality  Arhivirana inačica izvorne stranice od 11. listopada 2004. (Wayback Machine): U.S. Toughens Child Pornography Law". 2. rujan 1996.
- Guardian report: MPs criticise lock-up plan for mentally ill., 25. srpnja 2000.
- New York Post, "Wannabe jihadist sentenced for 27 years in prison".. ožujka 2012.